# 中科微星
西安中科微星光电科技有限公司（英语：Xi'An Cas Microstar Optoelectronic Technology Co., Ltd.）是一家成立于2017年8月的中国光电技术企业，依托中国科学院西安光学精密机械研究所的技术孵化，现隶属于西安中科微精光子科技股份有限公司。 该公司主要从事空间光调制器及其它光学仪器设备的研发与生产。

## 产品
西安中科微星光电科技有限公司研发出多种系列的空间光调制器（SLM）、DMD数字微镜、OLED、光学教学演示系统及仿真测试设备等，广泛应用于光学成像、全息、光束整形、波前控制、光学通信、AR/VR等领域。
2020年，西安光机所光子中心联合西安中科微星光电科技有限公司成功研制出具有自主产权的反射式纯相位液晶光阀。该产品具有8 μm像元尺寸，1920×1080分辨率，适用波段为400~750 nm，在波长532 nm下的相位调制量为3.5π，刷新频率为60 Hz。
2022年，该公司发布支持彩色显示模式的反射式相位型空间光调制器 FSLM-2K39-P02。

## 知识产权
截至2024年底，该公司已获得授权专利58项。其中，一项名为“一种空间光调制器”的专利（公开号：CN118981129A）于2024年9月申请，涉及液晶光阀的结构设计，旨在提升空间光调制器的适应性和工作稳定性。

## 荣誉与资质
- 2021年，该公司被评为陕西省知识产权优势企业。[5]
- 2022年，该公司入选陕西省瞪羚企业名单。[6]